# 大向館
大向館（おおむかいだて）は、青森県三戸郡南部町大向字下比良にあった中世の南部氏に関連する日本の城（|城館群）。別称鎧神館（よろいがみだて）。南部町指定史跡。

## 概要
糠部（三戸）五ヶ城の一つ。鎧着用の武神と見られる岩が前面に建つことから鎧神館とも言われる。大向館と、隣接する衣甲館（えこうだて、蝦夷館〈えぞだて〉とも）・中山構館（なかやまかまえだて）の3居館が一体となって機能し、広大な城館域を形成していたと考えられている。
3居館を総称し「大向館跡（鎧神館・衣甲館・中山構館）」として、1978年（昭和53年）10月17日付で町の史跡に指定された。